# Martin Rummel

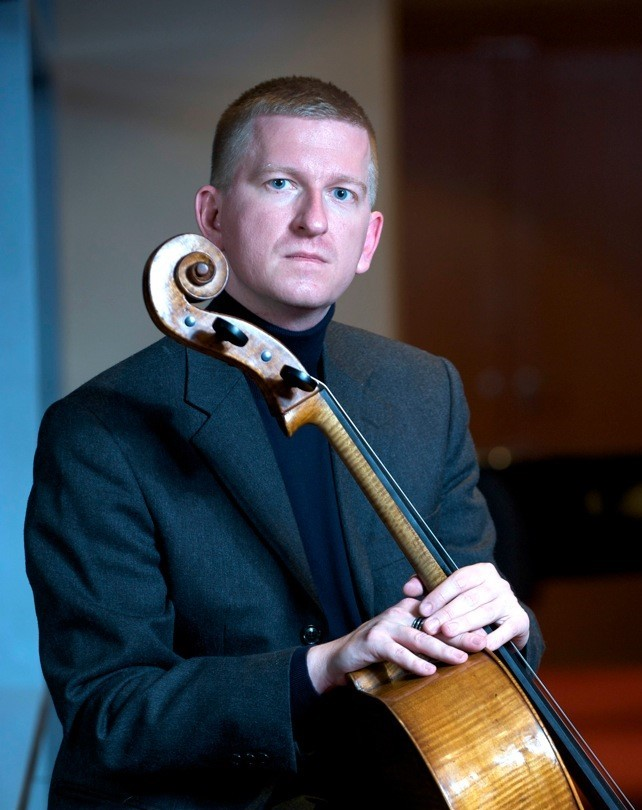
Martin Rummel (2010)

Martin Rummel (* 2. Mai 1974 in Linz) ist ein österreichischer Cellist und Kulturmanager. Seit 2021 ist er Rektor der Anton Bruckner Privatuniversität.

## Leben und Wirken

### Studium und Konzerttätigkeit
Martin Rummels Vater ist der Jurist Peter Rummel. Er besuchte die Volksschule Linz-Harbach und maturierte 1992 mit Auszeichnung am Akademischen Gymnasium. Nach frühem Cembalo- und Klavierunterricht bei Helga Schiff-Riemann begann er 1982 bei Wilfried Tachezi an der heutigen Anton Bruckner Privatuniversität das Cellospiel. Parallel dazu setzte er ebendort ein Cembalostudium bei August Humer fort, das er aber nicht abschloss. Im März 1991 absolvierte er die Diplomprüfung als Cellist mit Auszeichnung. Es folgten private Studien in London bei Robert Cohen und William Pleeth. Nach weiteren Studien bei Maria Kliegel absolvierte er an der Musikhochschule Köln das Diplom mit Auszeichnung und das Konzertexamen.
Rummel tritt international als Solist und Kammermusiker auf. Konzerte führten ihn durch Europa, Asien, Ozeanien, Südamerika und die USA. Er konzertierte unter anderem im Wiener Konzerthaus, im Wiener Musikverein, im Brucknerhaus Linz, in der Tonhalle Düsseldorf, im Krannert Center in Urbana, beim Carinthischen Sommer, beim Varna Summer und bei der Biennale di Venezia.
Rummel spielte zahlreiche Ur- und Erstaufführungen, darunter das Concerto Drammatico von Graham Whettam (2000, USA) und den Part des Solocellos in Thomas Daniel Schlees Kirchenoper Ich, Hiob (2007, Ossiach).
In den letzten Jahren widmet Rummel sich verstärkt der zyklischen Aufführung der Solosuiten von Johann Sebastian Bach und Projekten wie seinem eigenen Arrangement des Liederzyklus Winterreise von Franz Schubert, das er mit dem Pianisten Norman Shetler und Schauspielern wie August Zirner oder Xaver Hutter zur Aufführung bringt.

### Lehrtätigkeit
Von 2000 bis 2007 leitete Rummel eine Violoncelloklasse an der Musikakademie der Stadt Kassel und wurde 2008 auf einen Lehrstuhl an der University of Auckland berufen, wo er bis Ende 2013 im Blockunterricht eine Celloklasse leitete und ab 2016 als Associate Professor die School of Music leitete. Ab 2014 war Rummel Lehrbeauftragter an der Universität Wien im Universitätslehrgang Cultural Communication. In den Jahren 2020 und 2021 war er Geschäftsführer der Jam Music Lab – Privatuniversität für Jazz und Popularmusik Wien. Er gibt außerdem Gast- und Meisterkurse – beispielsweise bei den Holzhauser Musiktagen, an der University of St Andrews, der Folkwang Universität, dem Shanghai Conservatory of Music, dem New England Conservatory, der Longy School of Music in Boston, dem Orchesterzentrum NRW oder der Internationalen Sommerakademie Lenk (Schweiz). Seit 2021 ist er Rektor der Anton Bruckner Privatuniversität Linz. Im September 2024 wurde er als Nachfolger von Karl Wöber zum Vorsitzenden der Österreichischen Privatuniversitätenkonferenz (ÖPUK)  gewählt.

### Wirken als Intendant und Kulturvermittler
Rummel war Künstlerischer Leiter der Konzertreihe JSB in der Linzer Ursulinenkirche (1997–1999) sowie des Festivals kammerMUSIK im Stift Wilhering (2001–2002). Von 2004 bis 2005 war er Direktor der Holzhauser Musiktage. Er war Intendant des Klassik Musikfest Mühlviertel in Oberneukirchen (2007 bis 2012) sowie des Wiener Gitarrefestival (2008 bis 2011). Von 2006 bis 2007 war er Präsident des Zentrum für Interkulturelle Begegnung der Jüdischen Gemeinde Baden (Niederösterreich) und von 2010 bis 2015 Präsident der Vienna Music Group. Von 2014 bis 2015 war er Mitglied des Leitungsteams des VTMÖ.
Außerdem war Rummel von 2004 bis 2008 Vorstandssprecher der von seiner Mutter ins Leben gerufenen Stiftung „Instrumente für Talente“, die begabten jungen Musikern Streichinstrumente zur Verfügung stellt. Von 2008 bis 2014 moderierte er die monatliche Sendung Rummels Rubrik. auf Radio Stephansdom, in der er in jeder Sendung einen Musiker porträtierte. 2009 gründete er gemeinsam mit dem Kulturpromotor Wolfgang Lamprecht das Musikunternehmen paladino music, das er seit 2011 als paladino media gmbh alleine weiterführt.

## Diskografie
- Bohuslav Martinů: Concertino c-moll - Österr. Kammersymphoniker, Ernst Theis - Musicaphon CDM56821 (1996)
- Graham Whettam: „Concerto Drammatico“ - Sinfonia da camera, Ian Hobson - Redcliffe Recordings RR017 (2001)
- Antonín Dvořák: Polonaise op. post. et al., Leoš Janáček: "Pohádka" et al. - Christoph Eggner, Klavier - Musicaphon CDM56855 (2003)
- Helmut Rogl: Cellokonzert et al. - Ensemble "Rara", Erland M. Freudenthaler - Musicaphon CDM55714 (2003)
- David Popper: Sämtliche Etüden für Violoncello - Sebastian Hartung, Violoncello II - Musicaphon CDM56858 (2004)
- David Popper: Suite "Im Walde" op. 50 et al. - Gerda Guttenberg, Klavier - Musicaphon CDM56869 (2005)
- Wilhelm Hill: Zwei Romanzen op. 22, Klavierquartett op. 44 - Gerda Guttenberg, Klavier; Christine-Maria Höller, Violine, Mathias Schessl, Viola - Musicaphon CDM56868 (2005)
- Jean Louis Duport: 21 Etüden, Sebastian Lee: 40 leichte Etüden op. 70 - Sebastian Hartung, Violoncello II - Musicaphon CDM56878 (2006)
- Anton von Webern: Die Cellowerke, Franz Schubert: Streichquintett C-Dur D956, - Christoph Eggner, Klavier; Akadémia Quartet Budapest - Musicaphon CDM56884 (2006)
- Ludwig van Beethoven: Die Werke für Cello und Klavier - Gerda Guttenberg, Klavier - Musicaphon CDM56870 (2007)
- Max Reger, Johann Sebastian Bach: Sonaten für Violoncello und Klavier Vol. 1 - Elizabeth Hopkins, Klavier - Musicaphon CDM56894 (2008)
- Felix Battanchon: 12 Etüden op. 25, César Franck: Sonate A-Dur (arr. Rummel) - Elizabeth Hopkins, Klavier - Musicaphon CDM56918 (2009)
- Johann Sebastian Bach: Suiten für Violoncello BWV 1007-1012 (Kellner-Manuskript) - paladino music pmr 0004 (2010)
- Thomas Daniel Schlee: "Ich, Hiob". Kirchenoper op. 68 - Kurt Azesberger, Tenor; Ursula Langmayr, Sopran - paladino music pmr 0002 (2010)
- Max Reger, Johann Sebastian Bach: Sonaten für Violoncello und Klavier Vol. 2 - Elizabeth Hopkins, Klavier - Musicaphon CDM56898 (2010)
- Otto Brusatti: MEDEA, mit Bildern von Christoph Kiefhaber und Musikcollagen über Johann Sebastian Bach - paladino music pmr 0008 (2010)
- Helmut Rogl: Complete Cello Works So Far - Florian Feilmair & Christoph Eggner, Klavier; Alfred Melichar, Akkordeon et al. - paladino music pmr 0012 (2011)
- Ludwig van Beethoven: Sämtliche Werke für Violoncello und Klavier - Gerda Guttenberg, Klavier - paladino music pmr 0011 (2011)
- Manuel de Falla: Suite populaire Espagnole, Luigi Boccherini: Gitarrenquintett G448 - Alberto Mesirca, Gitarre et al. - paladino music pmr 0014 (2011)
- Wolfgang Amadeus Mozart: Divertimento KV 563 - Christoph Ehrenfellner, Violine; Firmian Lermer, Viola - paladino music pmr 0013 (2011)
- Antonio Vivaldi & Antonio Vivaldi (arr. Luigi Dallapiccola): Six Cello Sonatas - Till Alexander Körber, Klavier; James Tibbles, Cembalo - Musicaphon CDM56917 (2011)
- Johannes Brahms, Alexander von Zemlinsky: Klarinettentrios - Dimitri Ashkenazy, Klarinette; Christopher Hinterhuber, Klavier - paladino music pmr 0005 (2011)
- Franz Schubert: Winterreise (arr. Rummel) D 911 - Xaver Hutter, Sprecher; Norman Shetler, Klavier - paladino music pmr 0018 (2011)
- Joseph Haydn: Trios für Flöte, Violoncello und Klavier Hob. XV:15-17 - Uwe Grodd, Flöte; Christopher Hinterhuber, Klavier - Naxos 8.572667 (2011)
- Joseph Merk: 20 Etüden op. 11 - Musicaphon CDM56887 (2012)[14]
- Helmut Rogl: "eins.zwei.TRIO!" für Saxophon, Violoncello und Klaviero op. 53 - Peter Rohrsdorfer, Saxophon; Gerald Hofer, Klavier - paladino music pmr 0022 (2012)
- Graham Whettam: Serenade für Violoncello und Gitarre WW 45/5 - Alberto Mesirca, Gitarre - paladino music pmr 0027 (2012)
- Johann Nepomuk Hummel: Sonate für Violoncello und Klavier op. 104, Flötentrio op. 78 ("Schöne Minka") - Christopher Hinterhuber, Klavier; Walter Auer, Flöte - paladino music pmr 0019 (2012)
- Joseph Merk: "Fleurs d'Italie", "Air suisse varié et Rondeau", "Valses brillantes" - Roland Krüger, Klavier - Naxos 8.572759 (2013)[15]
- Reinhold Glière: Sämtliche Duos mit Cello - Friedemann Eichhorn, Violine; Alexander Hülshoff, Violoncello, Till Alexander Körber, Klavier - Naxos 8.572713 (2013)[16]
- Johann Sebastian Bach: (re)inventions vol 1 - Eric Lamb, Flöte - paladino music pmr 0039 (2013)
- Andrea Zani: Sämtliche Cellokonzerte - Die Kölner Akademie; Michael Alexander Willens, Dirigent - Capriccio C5145 (2013)[17]
- Graham Whettam: Sämtliche Werke für Violoncello - Sinfonia da camera; Ian Hobson, Dirigent - paladino music pmr 0041 (2013)
- Friedrich Grützmacher: Vortragsstücke und Etüden für Violoncello - Gerda Guttenberg, Klavier - Musicaphon CDM56948 (2013)[18]
- David Popper: Sämtliche Suiten für Violoncello - Alexander Hülshoff, Violoncello; Mari Kato, Klavier - paladino music pmr 0007 (2014)
- Johann Nepomuk Hummel: Mozarts Symphonien Nr. 38, 39 und 40 arrangiert für Flöte, Violine, Violoncello und Klavier - Uwe Grodd, Flöte; Friedemann Eichhorn, Violine; Roland Krüger, Klavier - Naxos 8.572841 (2014)[19]
- Wolfgang Amadeus Mozart: (re)inventions - Eric Lamb, Flöte - paladino music pmr 0050 (2015)
- Franz Schubert: (re)inventions – Eric Lamb, Flöte; Alberto Mesirca, Gitarre; Firmian Lermer, Viola; Ursula Langmayr, Sopran - paladino music pmr 0058 (2015)
- Johann Nepomuk Hummel: Mozarts Symphonien Nr. 35, 36 und 41 arrangiert für Flöte, Violine, Violoncello und Klavier - Uwe Grodd, Flöte; Friedemann Eichhorn, Violine; Roland Krüger, Klavier - Naxos 8.572842 (2015)[20]
- Andrea Zani: Sämtliche Divertimenti für Violine und Violoncello – Lena Neudauer, Violine – Capriccio C5165 (2015)
- Hannes Raffaseder: Kammermusik - Stefan Stroissnig, Klavier; Eric Lamb, Flöte; Julia Maly, Violine - paladino music pmr 0067 (2016)[21]
- Sebastian Lee: Etüden Opp. 31 und 70 - Sebastian Hartung, Violoncello II - paladino music pmr 0083 (2017)[22]

## Publikationen

### Notenausgaben
Zwischen 2004 und 2009 erschienen unter Rummels Herausgabe im Bärenreiter-Verlag zahlreiche Etüdenwerke für Violoncello. Für die großen Sammlungen von David Popper, Friedrich Grützmacher und Jean Louis Duport verfasste er Textbände, die den Ausgaben beiliegen.
- David Popper, Martin Rummel (Hrsg.): 15 leichte, melodisch-rhythmische Etüden op. 76 I, 10 mittelschwere große Etüden op. 76, 2004, Bärenreiter-Verlag, ISMN M-006-52516-4
- David Popper, Martin Rummel (Hrsg.): Hohe Schule des Violoncellospiels, op. 73, Bärenreiter-Verlag, 2004, ISMN M-006-52515-7
- David Popper, Martin Rummel (Hrsg.): Im Walde, Suite für Violoncello und Klavier, op. 50, Bärenreiter-Verlag, 2005, ISMN M-006-53193-6
- Jean-Louis Duport, Martin Rummel (Hrsg.): 21 Etüden für Violoncello, Bärenreiter-Verlag, 2005, ISMN M-006-52998-8
- Friedrich Grützmacher, Martin Rummel (Hrsg.): Technologie des Violoncellospiels, 24 Etüden für Violoncello solo, op. 38, Bärenreiter-Verlag, 2006, ISMN M-006-53192-9
- Sebastian Lee, Martin Rummel (Hrsg.): 40 leichte Etüden für Violoncello mit Begleitung eines zweiten Violoncello (ad libitum), op. 70, Bärenreiter-Verlag, 2007, ISMN M-006-53394-7
- Josef Merk, Martin Rummel (Hrsg.): 20 Etüden für Violoncello, op. 11, Bärenreiter-Verlag, 2008, ISMN M-006-53495-1
- Felix Battanchon, Martin Rummel (Hrsg.): 12 Etüden in der Daumenlage op. 25, Bärenreiter-Verlag, 2008, ISMN M-006-53549-1
- Joseph Haydn, Martin Rummel (Arr.): Der Greis, Hob. XXVc:5, arrangiert für Streichquartett, paladino music, 2012, ISMN 979-0-50207-002-1
- Helmut Rogl, Martin Rummel (Hrsg.): Drei Miniaturen für Violoncello solo op. 5, paladino music, 2012, ISMN 979-0-50207-005-2
- Fridolin Dallinger, Martin Rummel (Hrsg.): Sonate für Violoncello solo (1978/2009), paladino music, 2012, ISMN 979-0-50207-004-5
- David Popper, Alexander Hülshoff & Martin Rummel (Hrsg.): Suite für zwei Violoncelli op. 16, paladino music, 2014, ISMN 979-0-50207-034-2
- Isaac Albéniz, Martin Rummel (Arr./Hrsg.): Tango op. 165/2 für Violoncello und Klavier, paladino music, 2014, ISMN 979-0-50207-008-3
- Johann Sebastian Bach, Eric Lamb & Martin Rummel (Arr./Hrsg.): (re)inventions für Flöte und Violoncello, paladino music, 2014, ISMN 979-0-50207-037-3
- Niccolò Paganini, Martin Rummel (Arr./Hrsg.): Cantabile op. 17 für Violoncello und Gitarre, paladino music, 2014, ISMN 979-0-50207-006-9
- Niccolò Paganini, Martin Rummel (Arr./Hrsg.): Cantabile op. 17 für Violoncello und Klavier, paladino music, 2014, ISMN 979-0-50207-007-9
- David Popper, Martin Rummel (Hrsg.): Walzer-Suite für Violoncello und Klavier op. 60, paladino music, 2015, ISMN 979-0-50207-036-6

### Sonstige
- mit Reinhard Cebulla: Suite Opus Eins. Musikalische Kriminalgroteske. Brockmeyer Verlag, 2002, ISBN 3-8196-0647-5.

- mit Reinhard Cebulla: Partita Opus Drei. Musikalische Kriminalgroteske. Brockmeyer Verlag, 2005, ISBN 978-3-8196-0669-4.